# Josef Knapp (Märtyrer)
Josef Knapp (* 13. Januar 1912 in Kathreinfeld, Banat, Österreich-Ungarn; † 30. Oktober 1944 in Glogon, Jugoslawien) war ein banatschwäbischer römisch-katholischer Geistlicher und Märtyrer.

## Leben
Josef Knapp studierte Theologie in Bamberg und wurde am 12. Januar 1936 in Groß-Betschkerek zum Priester geweiht. Er wirkte in Kikinda und Weißkirchen, machte Militärdienst und war ab 1940 Pfarrer in Glogon. Dort wurde er Ende Oktober 1944 zusammen mit weiteren 45 Männern des Ortes von Partisanen erschossen.

## Gedenken
Die katholische Kirche hat Josef Knapp als Glaubenszeugen in das deutsche Martyrologium des 20. Jahrhunderts aufgenommen.